# 831
Năm 831 là một năm trong lịch Julius.